# 沃爾廷德峰
73°5′S 1°35′W / 73.083°S 1.583°W
沃爾廷德峰是南極洲的山峰，位於東部南極洲的毛德皇后地，是奧斯特沃倫嶺的北端，該山峰由德國探險隊發現，由挪威的製圖師根據測量和空中照片繪入地圖。